# Beilschmiedia insignis
Beilschmiedia insignis är en lagerväxtart som beskrevs av James Sykes Gamble. Beilschmiedia insignis ingår i släktet Beilschmiedia och familjen lagerväxter. Inga underarter finns listade i Catalogue of Life.